# Fouquenies
Fouquenies é uma comuna francesa na região administrativa de Altos da França, no departamento de Oise. Estende-se por uma área de 6,35 km². Em 2010 a comuna tinha 444 habitantes (densidade: 69,9 hab./km²).